# コクガン属
コクガン属（コクガンぞく、Branta）は、鳥綱カモ目カモ科に属する属。

## 分布
ユーラシア大陸、アメリカ合衆国（ハワイ諸島、プエルトリコを含む）、イギリス（ケイマン諸島、タークス・カイコス諸島）、カナダ、キューバ、デンマーク（グリーンランド）、日本、ハイチ、フランス（サンピエール・ミクロン）、メキシコ

## 形態
全長60-70cm。コクガンやアオガンのように背面が黒褐色の羽毛に覆われる種もいるが、胴体の羽毛は灰褐色で頭部や頸部の羽毛のみ黒い種もいる。
冷えた溶岩で覆われた環境に生息するハワイガンの後肢の水掻きは退化し、皮膚が厚くなっている。

## 分類
- Branta bernicla　コクガン　Brent goose
- Branta canadensis　カナダガン　Canada goose
- Branta hutchinsii　シジュウカラガン　Cackling goose
- Branta leucopsis　カオジロガン　Barnacle goose
- Branta ruficollis　アオガン　Red-breasted goose
- Branta sandvicensis　ハワイガン　Hawaiian goose

## 生態
河川、湖、池沼、湿地、海岸などに生息する。
食性は植物食傾向の強い雑食もしくは植物食で、植物の葉、果実、海藻、種子、昆虫類、貝類などを食べる。地上を徘徊したり水面で逆立ちになったりして、水中や底質にある獲物を探す。
繁殖形態は卵生。

## 人間との関係
開発による生息地の破壊、乱獲、人為的に移入された動物による捕食などにより、生息数は減少している種もいる。ハワイガンは一時期絶滅寸前まで生息数が減少したが、人工孵化させた個体を再導入した結果、生息数は増加傾向にある。

## 画像

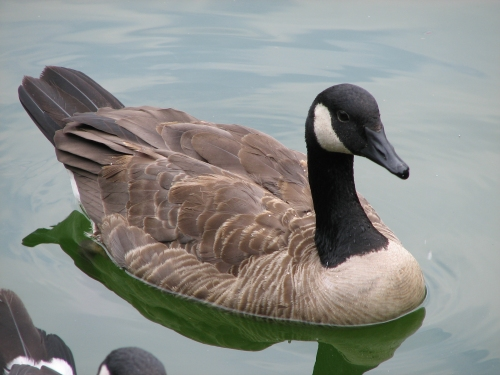
カナダガン B. canadensis
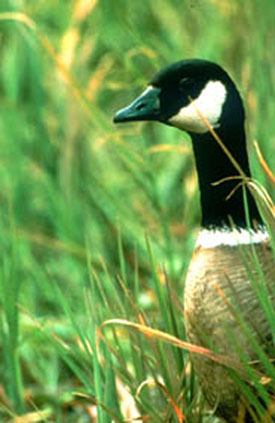
シジュウカラガン B. hutchinsii
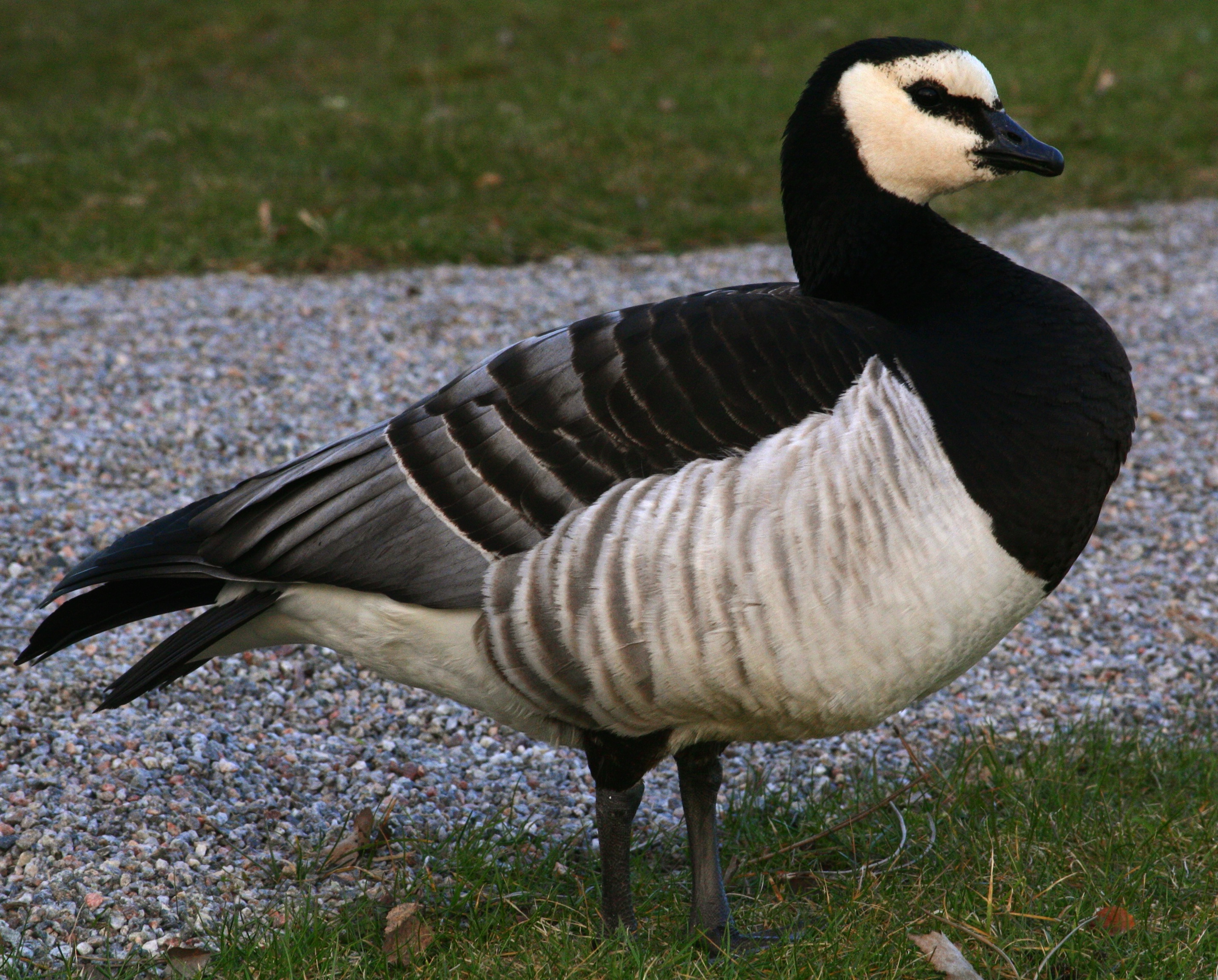
カオジロガン B. leucopsis
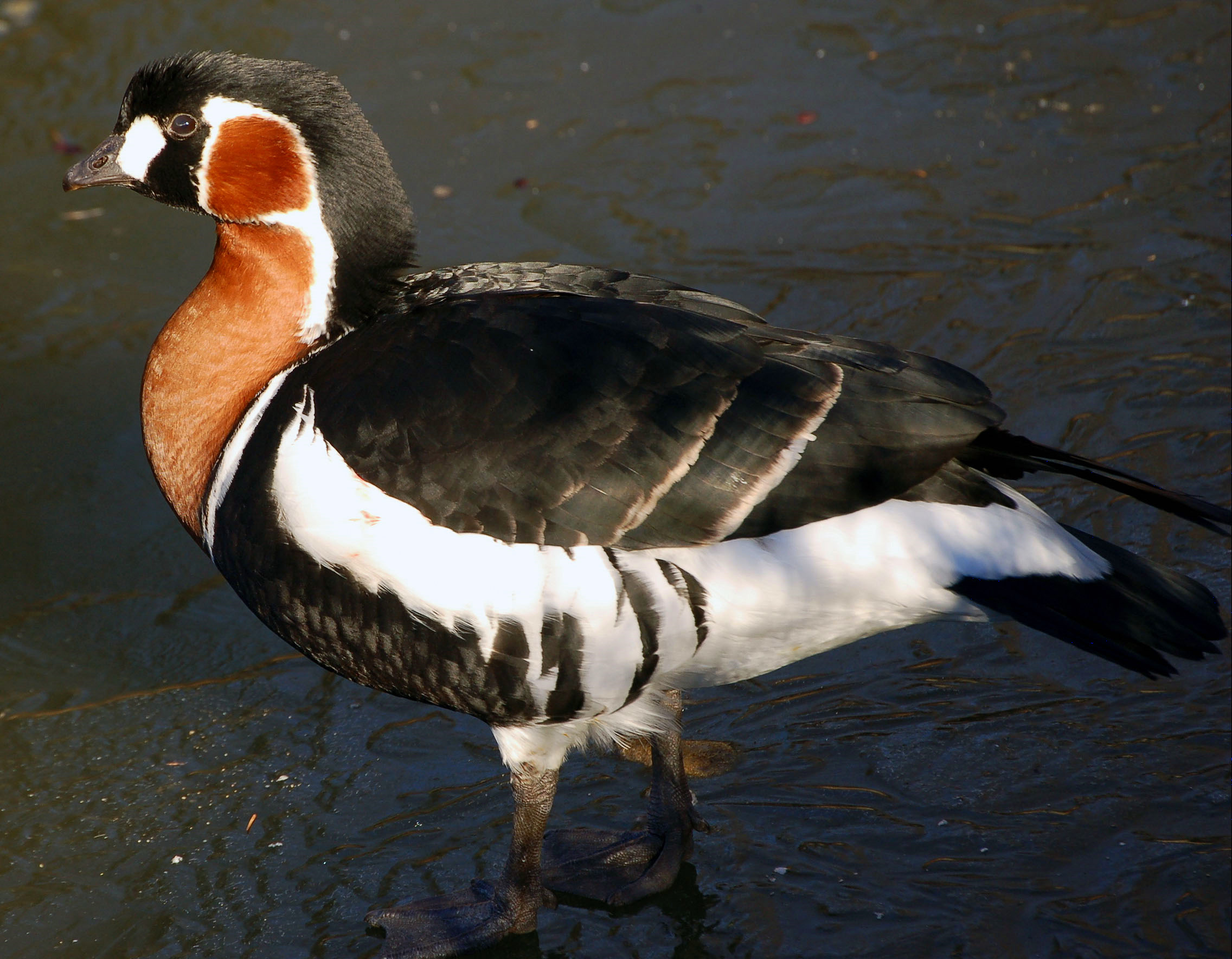
アオガン B. ruficollis
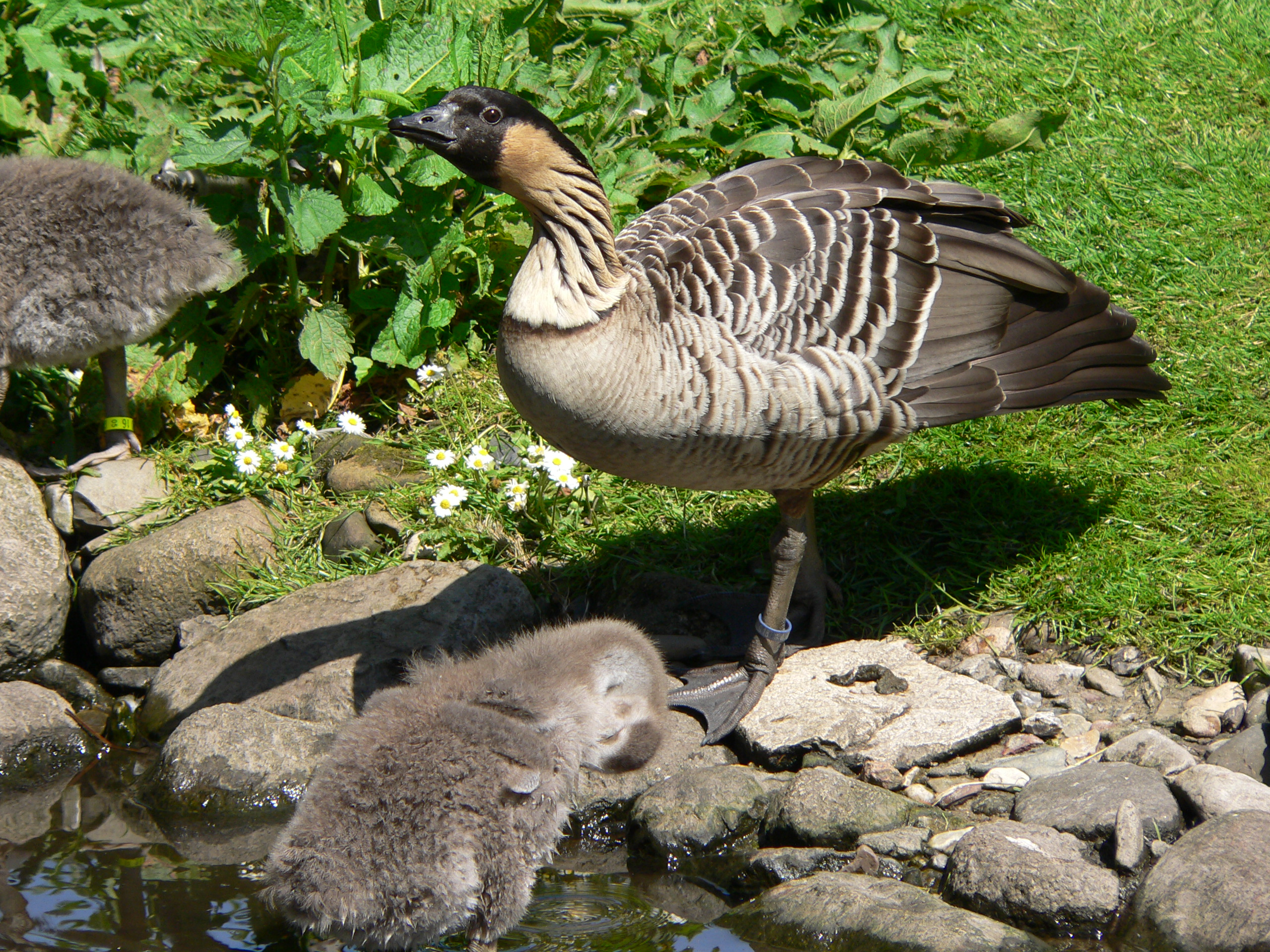
ハワイガン B. sandvicensis